# Schwerin
Pour les articles homonymes, voir Schwerin.
Schwerin (/ʃvɛˈʁiːn/ ou /ʃvəˈʁiːn/) est une ville-arrondissement d'Allemagne, capitale du Land de Mecklembourg-Poméranie-Occidentale. Avec 99 687 habitants (31 décembre 2024), elle est, derrière Rostock, la deuxième ville de la région. C’est la seule capitale régionale à compter moins de 100 000 habitants ce qui en fait la plus petite d’Allemagne.
La ville a pris naissance autour de son château, qui jusqu'en 1918 était la résidence princière des ducs et grands-ducs de Mecklembourg, et est depuis 1990 le siège du parlement régional. Au fil du temps, Schwerin s'est développée le long des rives ouest et sud du lac de Schwerin, jusqu'à enserrer douze lacs à l'intérieur du périmètre communal.

## Géographie

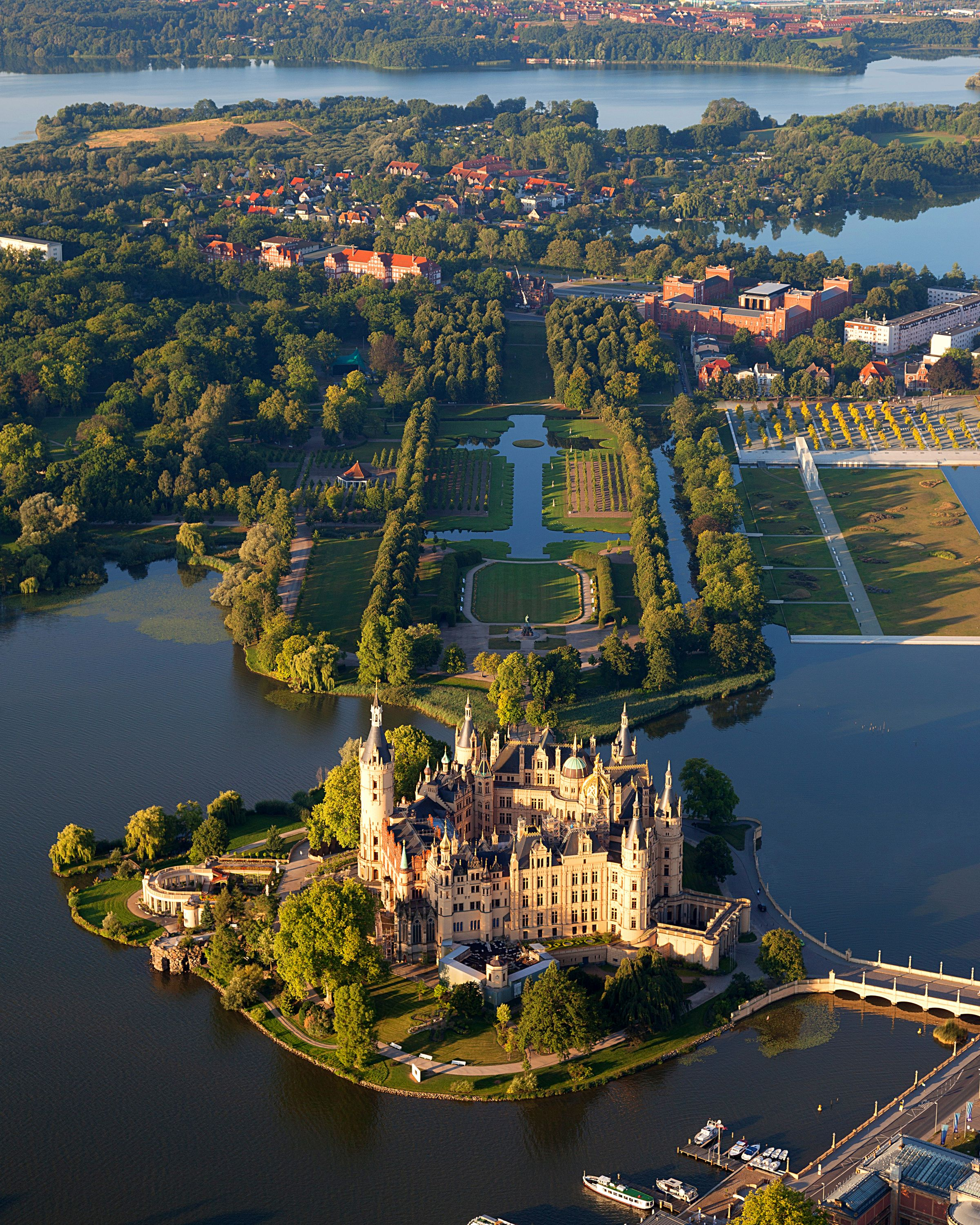
Château de Schwerin.

Schwerin se situe à l'ouest du land de Mecklembourg-Poméranie-Occidentale sur la rive sud ouest du lac de Schwerin, dans un environnement maritime et boisé. On trouve d'autres plans d'eau sur le territoire de la commune : le Burgsee, le faule See, le Heidensee, le grand Karausche, le Lankowersee, le Medewegersee, le Neumühlersee, le Osttorfersee, le Pfaffenteich et Ziegelsee. Le Pfaffenteich a la particularité de se trouver à l'intérieur du boulevard qui ceint la ville et se situe donc en centre-ville, c'est un lieu de promenade apprécié des habitants. Anecdote insolite : un bateau appartenant à la société de transports en commun de la ville dessert quatre arrêts sur les bords du Pfaffenteich. Deux rivières principalement arrosent Schwerin : l’Aubach et la Stör.
Les habitants désignent leur ville sous le sobriquet de « ville aux sept lacs et aux sept forêts », cependant cette appellation date du temps où Schwerin n'avait pas atteint sa superficie actuelle. Quant à la surface boisée, elle s'est au contraire réduite, à la suite du développement urbain.
Les grandes agglomérations les plus proches sont Lübeck à environ 54 km au nord ouest, Rostock à environ 69 km au nord est et Hambourg à environ 94 km à l'ouest.
Schwerin se trouve à proximité des voies de communication reliant Hambourg à Berlin.

### Toponymie
Dietmar de Mersebourg, vers 1012-18, est le premier à évoquer le camp des Abodrites comme Zuarina. Helmold von Bosau, vers 1170, parle lui de Zuerin, Zwerin. Les Annales de Pöhlder nomment en 1160 l’endroit Zuarinensis "campus" et celles de Steterburg (1174) Zvarin. À partir du XVe siècle, on nomma la ville Swerin puis au XVIe siècle, Schwerin.
Le toponyme provient sans doute du polabe zvěŕ (d’ou zvěŕin), signifiant « domaine de chasse, réserve, haras ». Les spéculations relatives à une étymologie par l'idole slave Svarog (d'où Swarzyn, « sanctuaire de Svarog ») ont de nos jours perdu tout crédit.
Le mot remonterait même selon certains au verbe vieux saxon swaran (« défendre », apparenté à l'allemand moderne schwören), qui aurait été déformé ensuite par les colons slaves en zvěŕ.

### Géologie
Schwerin se trouve au nord de la limite de l'inlandsis de la glaciation de la Vistule. Le relief du site est profondément marqué par les différentes phases de cet épisode glaciaire. On peut encore admirer les vestiges vallonnés de la moraine superficielle et profonde, ainsi que les affleurements d'un sandur au sud et à l'est de la ville. Les affleurements de la moraine superficielle à l'ouest s'élèvent jusqu'à 86 m NNN (Niveau normal de navigation) non loin de Neumühle.
Quelques lacs (ceux de Lankow et de Neumühle) se sont formés après le retrait des glaciers, par la fonte des glaces, et se sont depuis régulièrement régénérés en eau.

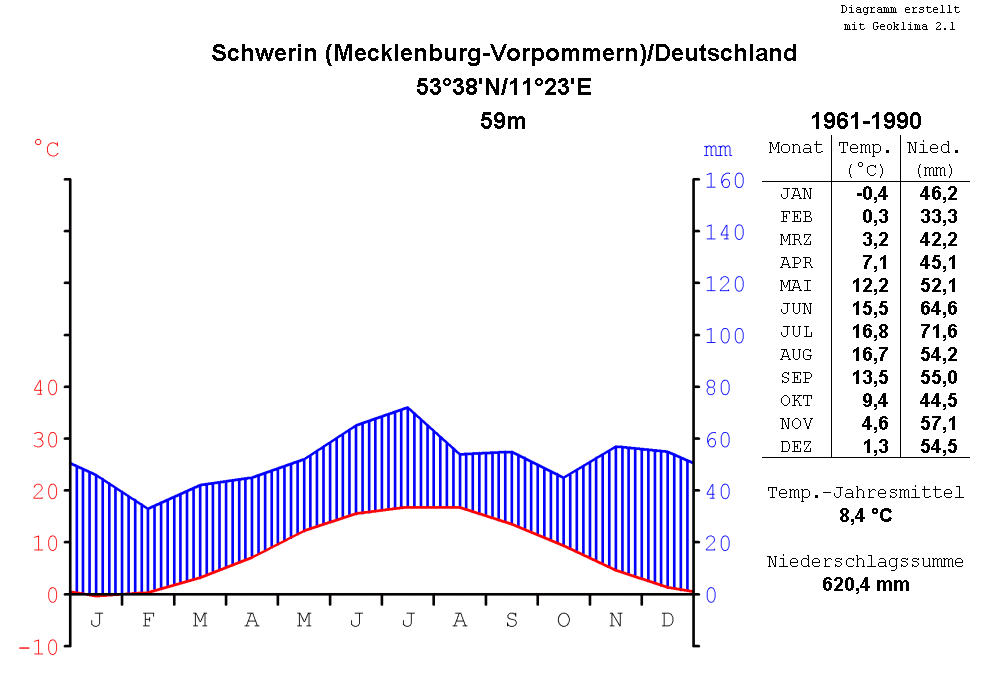
Diagramme climatique de Schwerin.

Le lac de Schwerin occupe une dépression du haut-Pléistocène s'étirant de Wismar à Lewitz. Il a pris sa forme allongée au cours de la phase francfortoise de la Glaciation de Weichsel. L'extrémité du glacier et l'exutoire de la fonte des glaces vers la vallée glaciaire de l’Elbe se trouvait alors dans la région de Mueß. Des épisodes glaciaires plus tardifs ont créé des dépôts morainiques dans le lac, comme dans la partie supérieure de la chaussée Paul, qui sépare le lac en deux, ainsi que dans les lacs attenants, tels le Ziegelsee.

### Climat
Schwerin jouit d'un climat tempéré. Ainsi de 1961 à 1990, la moyenne inter-annuelle de température était de 8,4 °C. L'amplitude thermique moyenne n'est que de 17,2 °C. Le volume annuel des précipitations s'élève à 621 mm. Par rapport au Nord-ouest de l’Allemagne, les printemps y sont plus frais, du fait de la rigueur des vents du nord-est. La chaleur estivale est tempérée par la mer Baltique, qui réchauffe également les terres à l’automne.

## Histoire
| Appartenances historiques Comté de Schwerin 1167-1358 Duché de Mecklembourg-Schwerin 1358-1471 Duché de Mecklembourg 1471-1480 Duché de Mecklembourg-Schwerin 1480-1483 Duché de Mecklembourg 1483-1520 Duché de Mecklembourg-Schwerin 1520-1610 Duché de Mecklembourg 1610-1621 Duché de Mecklembourg-Schwerin 1621-1695 Duché de Mecklembourg 1695-1701 Duché de Mecklembourg-Schwerin 1701-1815 Grand-duché de Mecklembourg-Schwerin 1815–1871 Empire allemand 1871-1918 République de Weimar 1918–1933 Reich allemand 1933–1945 Allemagne occupée 1945–1949 République démocratique allemande 1949–1990 Allemagne 1990–présent |

Schwerin a fêté ses 850 ans en 2008.

### De la colonisation à la formation du comté
Les fouilles récentes menées sur la Marienplatz montrent que le territoire aujourd'hui urbanisé a été colonisé à une époque très ancienne. Il y avait ainsi des ateliers que l’on a pu dater entre le Xe siècle av. J.-C. et 600 av. J.-C.. La mise au jour d'une fontaine du Ier siècle av. J.-C. montre qu’à cette époque la région était peuplée de Germains.
Vers 700 apr. J.-C., des Abodrites s’établirent sur le site de Schwerin et y dressèrent un premier fort. Un juif mauresque qui trafiquait dans le pays signale en 965 la présence d’un fort au bord d’un lac d’eau douce, que les historiens situent à l'emplacement de Schwerin. Une autre motte slave, le fort de Dobin, fut élevée au XIe-XIIe siècle sur l’étroite bande de terre s’étirant entre Döpe et le lac de Schwerin, que Henri le Lion et la noblesse danoise ne parvinrent pas à conquérir lors de leur croisade de 1147.
La colonisation germanique du pays fut accomplie en 1160 par la victoire du duc guelfe Henri le Lion sur le prince abodrite Niklot. Devant la supériorité numérique de leur ennemi, les défenseurs slaves incendièrent eux-mêmes le château fort qu’ils avaient édifié sur l’île, et les Saxons durent le reconstruire. En 1167 le cistercien Bernon transféra le siège cathédral à Schwerin. En 1167, le comte Gosselin fit de Schwerin la capitale de son comté. Après la consécration de la cathédrale de Henri en 1171, Schwerin devint le cœur de l’Évangélisation et de la colonisation du futur Mecklembourg. La ville ne comptait encore que 500 habitants, dont un cinquième étaient des religieux.

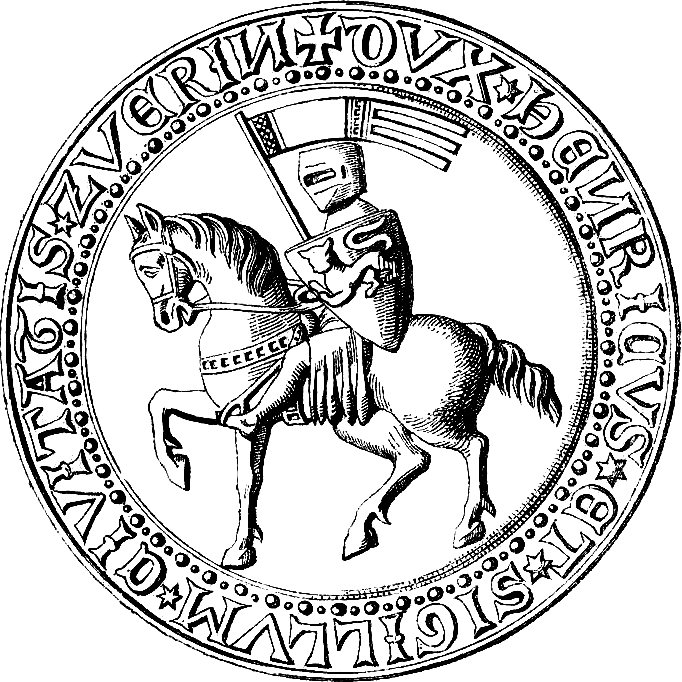
Ce sceau, daté de 1298, porte l'effigie équestre du fondateur de Schwerin, Henri le Lion.

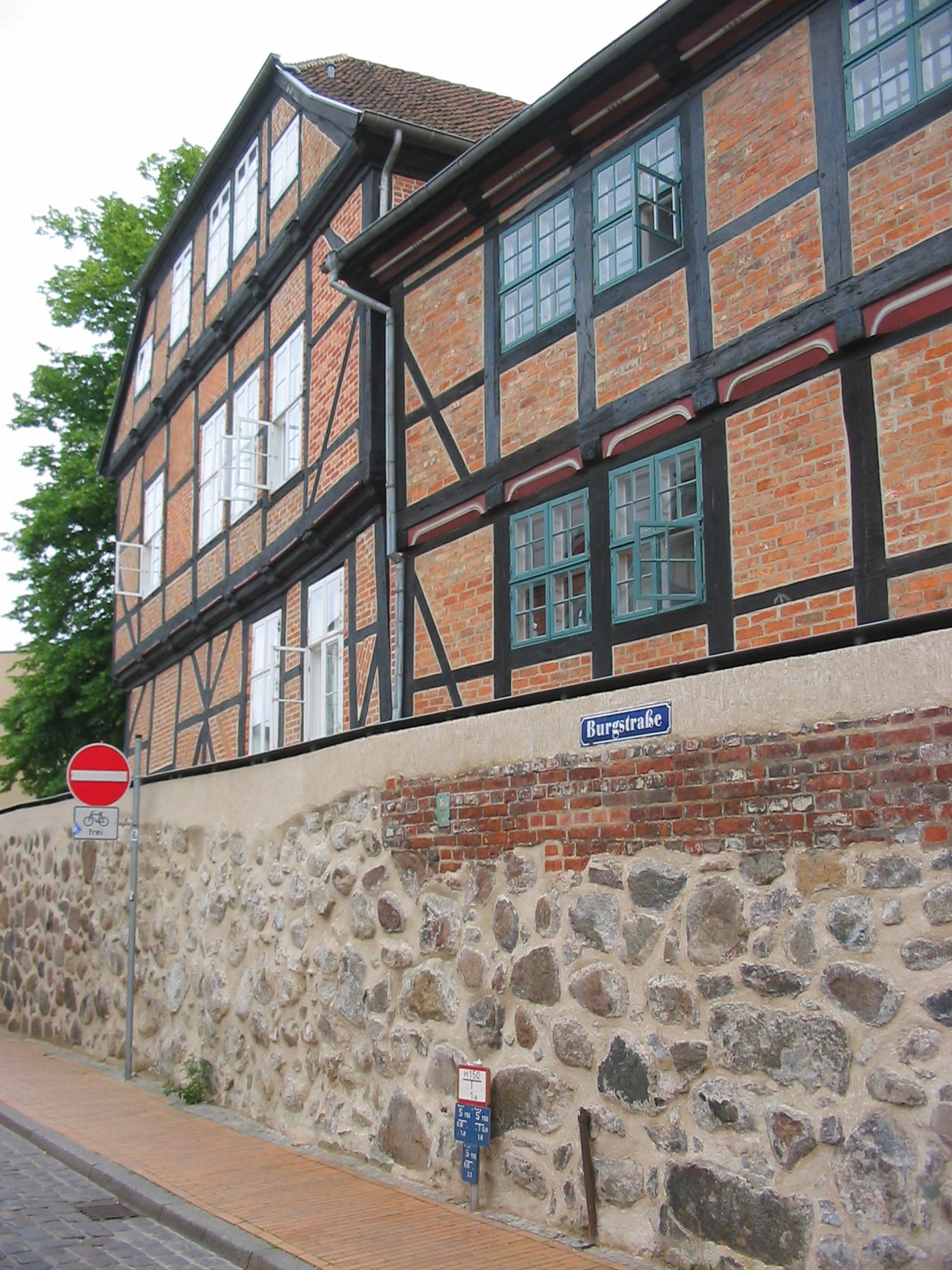
Vestiges des remparts.

Il faut attendre 1228 pour trouver mention d'un conseil d'échevins, comprenant six conseillers et un bourgmestre. L'expansion urbaine se trouva freinée par les querelles incessantes entre le comte et l'évêque. Si jusqu'en 1284 les successeurs de l’évêque conservèrent tout le quartier de Schelfe (auj. Schelfstadt), celle-ci se trouva très tôt enclavée dans l’enceinte de la ville, empêchant le chapitre cathédral d’étendre ses propriétés. En 1270 il entreprit la construction d’une seconde cathédrale. L’argent provenait des offrandes des pèlerins, venus se recueillir sur un reliquaire du Saint Sang en jaspe rapporté en 1222 par le comte Henri de Schwerin d’un pèlerinage, et donné en offrande aux chanoines. Un tiers des revenus tirés de l’adoration de cette relique fut consacré à la reconstruction d'un monastère franciscain dont on trouve mention dès 1236, à l’initiative de la veuve du comte, la comtesse Audacia ; ce monastère est la plus ancienne évocation d'un Ordre mendiant en Mecklembourg (suspension en 1552). En 1284 on éleva la digue de Spieltordamm, qui barrait le ruisseau d'Aubach à hauteur de l'actuelle « mare aux curés » (Pfaffenteich) afin de créer la retenue d’un moulin cogéré par le comte et l'évêché. Le remplacement de la palissade primitive par une muraille fut mené à terme en 1340. L’Hôtel de Ville, trois fois incendié au cours de son histoire, et reconstruit à chaque fois au même emplacement, est mentionné pour la première fois dans les sources en 1351. L'arche médiévale de l'entrée a, chaque fois, pu être préservée. Les remparts furent mis à l'épreuve dès 1358, lors d'un siège entrepris des mois durant par le duc Albert II, un des fils de Niklot.

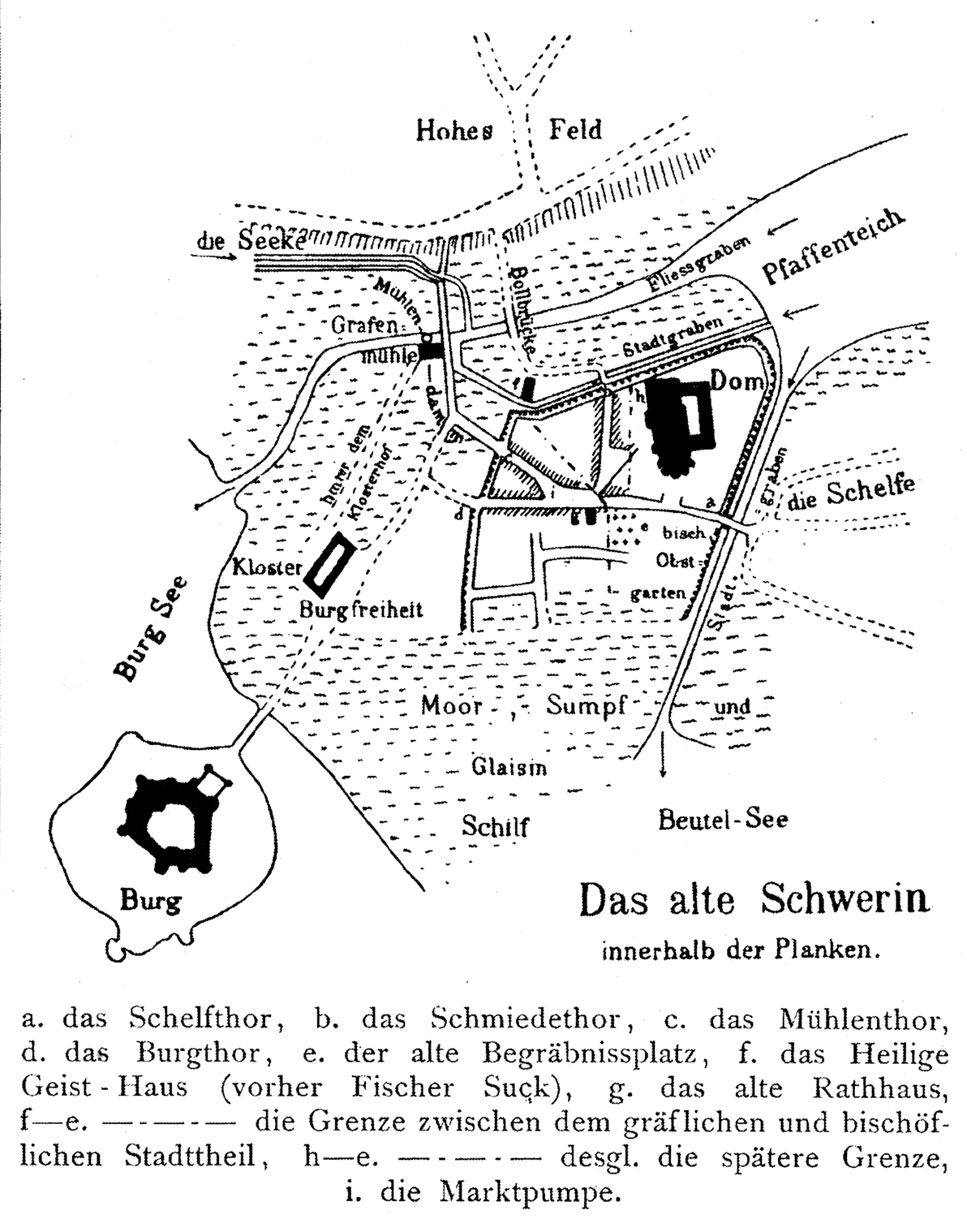
Plan de Schwerin avant 1340.
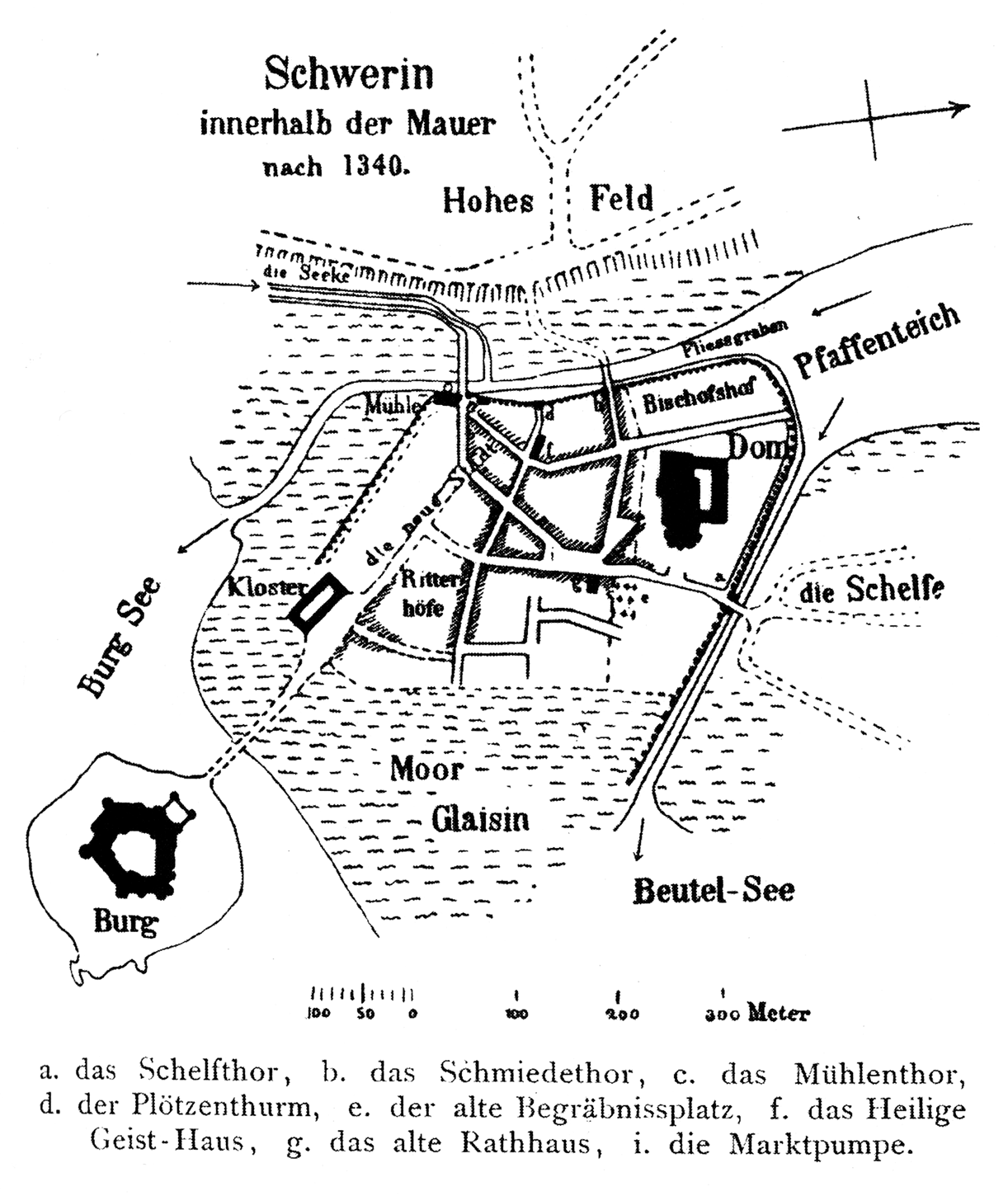
Plan de Schwerin après la construction de l'enceinte en 1340.

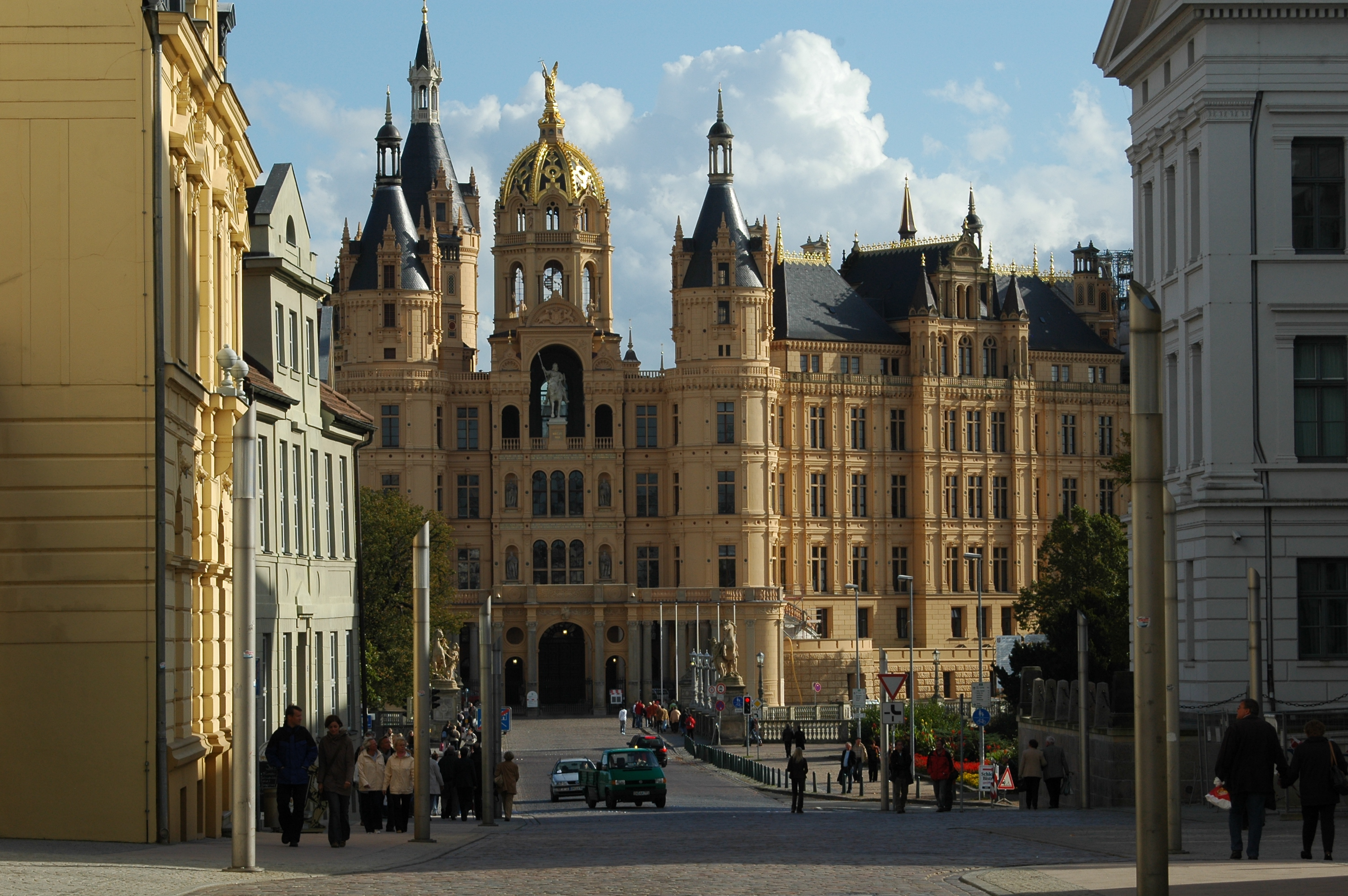
Le château de Schwerin, siège du Landtag de Mecklembourg-Poméranie-Occidentale, vu depuis le vieux centre médiéval de Schwerin.

Un château fort est construit qui, selon la légende, est hanté par le Petermännchen.

### De la fondation du duché de Mecklembourg à l'Ère des Lumières
À l'extinction des comtes de Gosselin, en 1358, le comté de Schwerin fut annexé au Duché de Mecklembourg. Albert II racheta la ville pour la somme de 20 000 marcs d'argent pour en faire sa capitale, et par là-même le centre culturel et politique du Mecklembourg. Sur le plan économique, les ports de Rostock et de Wismar, mieux reliés aux autres villes de la Hanse, s’avérèrent plus dynamiques. Sous le règne du duc Henri IV, la multiplication des contestations territoriales, des pillages et des crimes finirent par vider les caisses du Trésor ; là-dessus, la peste noire acheva de désoler la région. Ce n'est qu'avec le règne de Magnus II, en 1478, qu'une grande réforme administrative, d'ailleurs essentiellement économique, permit de tourner la page. Le duc envisageait de connecter l’Elbe, l’Elde, le lac de Schwerin et Wismar par des canaux. C'est de son règne que remonte la plus ancienne maison de la ville encore debout, la Große Neue Haus. En 1553 une école princière, le Fridericianum, ouvrit ses portes face au château. En 1561, le conseiller princier Tilemann Stella fonda la première bibliothèque publique. Des incendies, survenus en 1531 puis en 1558 anéantirent une grande partie de la ville.

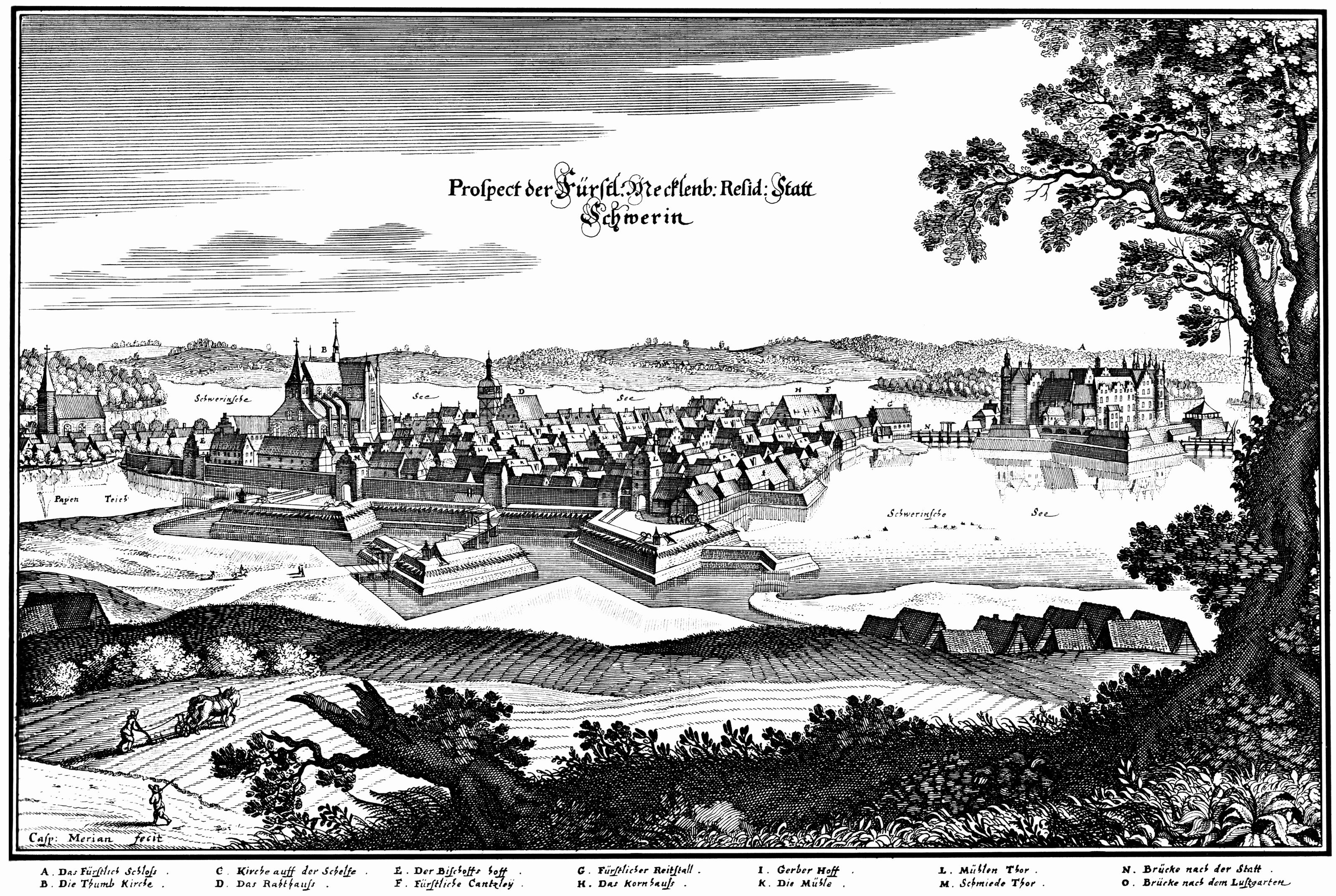
Schwerin avant 1651.

Une mesure d'urbanisme fut prise afin d'imposer la reconstruction des maisons en pierre uniquement, afin de limiter les effets de ce genre de catastrophe ; et pourtant un nouvel incendie, en 1651, réduisit en cendres une grande partie de la ville de Schwerin. La reconstruction de l’hôtel de ville fut toutefois achevée dès 1654. La ville fut, contrairement au reste du duché, relativement épargnée par les désastres de la guerre de Trente Ans.

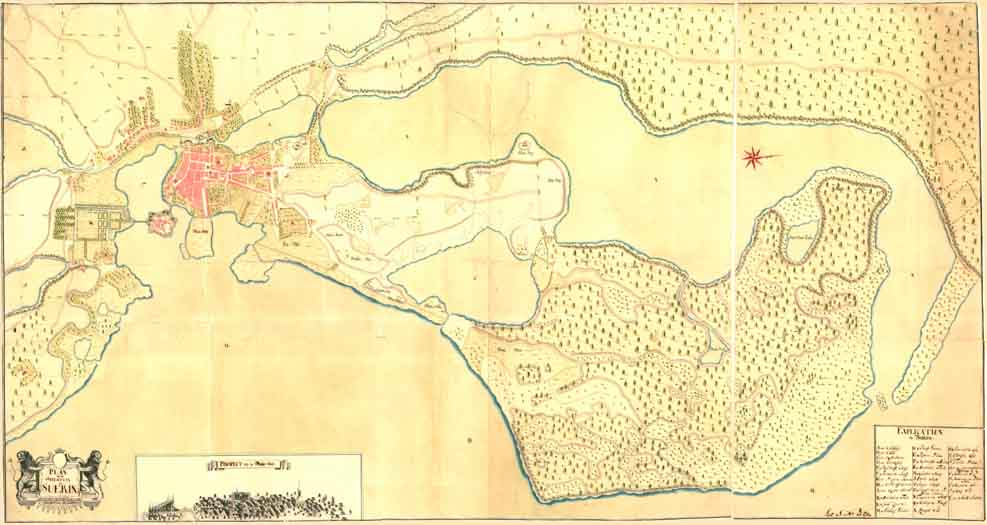
Schwerin vers 1750.

Un décret ducal promulgua en 1705 la construction de l'actuel faubourg de Schelfstadt. En 1717, les quelques Juifs qui s'étaient établis depuis 1679 construisirent leur cimetière dans ce nouveau quartier. L’hôtel de ville de Schweriner Neustadt, construit en 1740 pour être un simple hôtel particulier, devint en 1776 le siège du gouvernement. Les tentatives de re-dynamiser l'artisanat et le commerce en ville échouèrent à cause du poids de l'aristocratie et de ses conceptions économiques rétrogrades.
En 1752, alors que l'aménagement des faubourgs progressait, on dressa 200 lanternes le long des rues de la ville pour l'éclairage public. Lorsque le duché fut divisé en 1621, Schwerin devint la capitale du Mecklembourg-Schwerin, mais les ducs (devenus ensuite grands-ducs) établirent leur résidence à Ludwigslust entre 1765 et 1837. La Synagogue fut consacrée en 1773, et l'on édifia à l'entour des maisons pour héberger les rabbins de la région ainsi que le chantre.

### DuXIXesiècleà la République de Weimar

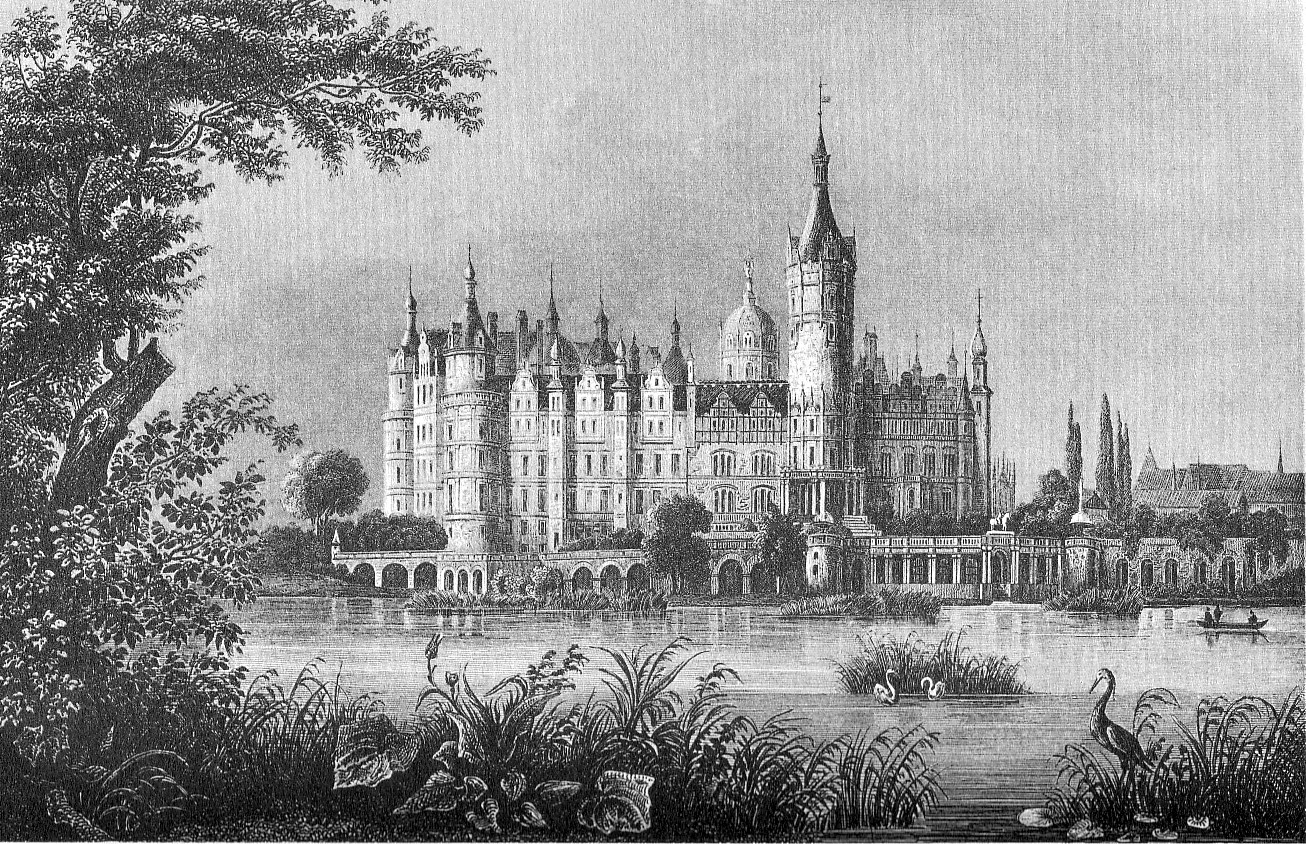
Le château vers 1850.

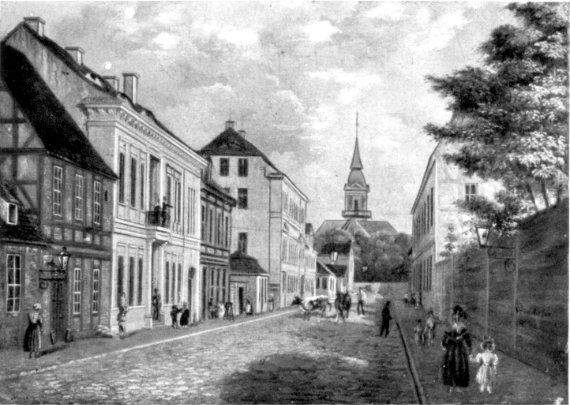
La Rue de l'Octroi (1839).

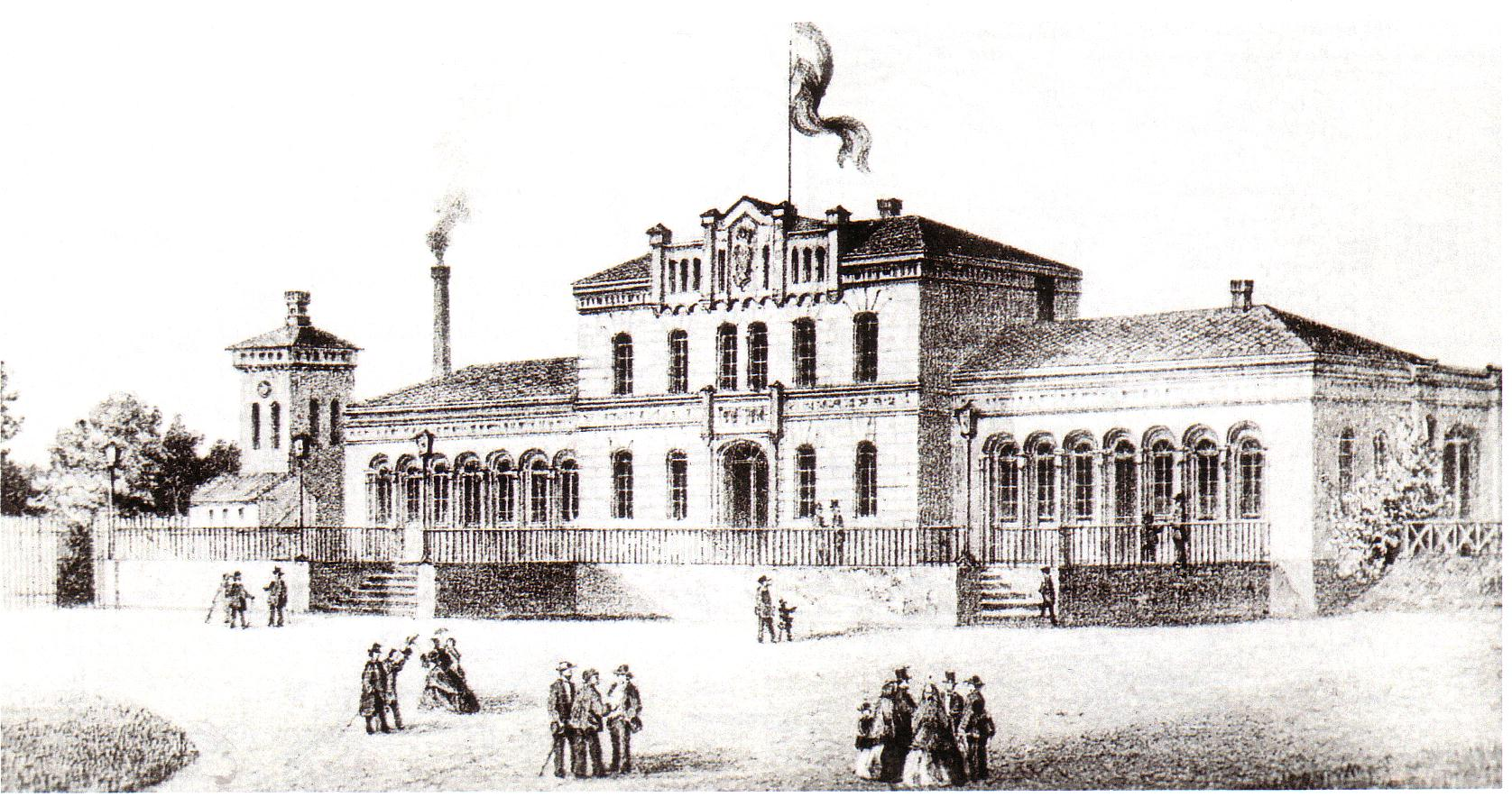
La première gare (1847).

Au XIXe siècle, diverses mesures d'urbanisme bouleversèrent le paysage urbain. Schwerin, en s'étendant sans cesse, se dépouillait de son caractère médiéval. Les fortifications, devenues inutiles, furent abattues, tandis que les constructions en pierre et en charpente achevaient de remplacer les dernières maisons en bois. Simultanément, la communauté juive, qui comptait désormais 300 représentants, reconstruisit entièrement sa synagogue en 1825. L'aménagement du quartier de la Grande Tourbière souleva d'énormes difficultés compte tenu du sous-sol encore marécageux. La Marienplatz et la Rue de Rostock (actuelle Goethestraße) se couvrirent de nouvelles maisons : entre 1824 et 1834, le duc Frédéric-François Ier de Mecklembourg-Schwerin fit édifier un nouveau ministère et d'autres bâtiments dans la rue du Château. Le secrétaire d'État à la Construction, Georg Adolph Demmler, réaménagea en 1836 l'hôtel de ville en un édifice prestigieux, tandis qu'on reconstruisait le théâtre de l'Alter Garten et les écuries de la presqu'île de Marstall. Au Nord de Schwerin, sur le Sachsenberg, le premier institut de recherche médical d'Allemagne du Nord, l’Irren-Heil- und Pflege-Anstalt, ouvrait ses portes.
Avec la décision, prise par le grand-duc Paul-Frédéric en 1837, de retransférer le palais de Ludwigslust à Schwerin, il fallut entreprendre d'importantes réparations sur le château de Schwerin du fait de son état délabré. Le projet de Demmler, inspiré des châteaux de la Loire, fut approuvé par le grand-duc, mais ce dernier mourut en 1842, sur quoi le nouveau souverain, le Grand-duc Frédéric-François II de Mecklembourg-Schwerin mit un terme aux travaux. Demmler s'étant brouillé avec les hauts fonctionnaires de la cour, c'est à l'architecte berlinois Friedrich August Stüler, assisté de Hermann Willebrand, qu'on confia les travaux : le vieux château fut ainsi entièrement réhabilité et en partie reconstruit entre 1845 et 1857. En 1842, on lança une immense digue, la Chaussée Paul, à travers le lac de Schwerin.
Le chemin de fer arriva à Schwerin par la création de l'antenne ferroviaire de Hagenow, en 1847 : celle-ci se connectait à la Ligne ferroviaire Hambourg–Berlin, passant beaucoup plus loin au sud. En 1852, le premier vapeur von Zippendorf desservait l’île de Kaninchenwerder. De 1889 à 1890, on déblaya tout un quartier pour construire la gare de Schwerin, bâtie dans le Style historicisant de l’époque, et qui conserva pour l'essentiel le même aspect jusqu’aux grands travaux des années 1920. L’aménagement de la Centrale électrique sur la rive nord de l’étang de Pfaffenteich, en 1904, permit d’approvisionner les usines de Schwerin en courant électrique et d’électrifier la ligne de chemin de fer de Schwerin dès 1908.
Au début de l'été 1914 l'avionneur néerlandais Anthony Fokker ouvrait son usine de construction d'avions à Schwerin, dans la rue de Bornhöved : c’est là que furent assemblés les   Fokker Dr.I (triplan rendu célèbre pour avoir été utilisé par le Baron Rouge, l’As des as allemand), et les Fokker D.VII. En conséquence du traité de Versailles, les ateliers de constructions aéronautiques furent démantelés en 1919.
La fin de la Première Guerre mondiale s'accompagna de troubles politiques et sociaux. Poussés par la faim et la misère, les jeunes et les femmes dévalisèrent les boucheries et les boulangeries, cependant que les grèves se multipliaient. En novembre, le grand-duc Frédéric-François IV abdiqua : les Sociaux-Démocrates, majoritaires dans la capitale, prirent la tête du nouvel État libre de Mecklembourg-Schwerin. En 1920, quinze ouvriers trouvèrent la mort dans des affrontements sanglants avec les putschistes près de l'Arsenal.

### Le nazisme
Dès 1932, le parti nazi remportait de justesse la majorité absolue aux élections régionales du Mecklembourg-Schwerin et obtint dès lors le pouvoir. En 1933, les fonctionnaires inscrits au SPD ou au KPD étaient poursuivis et arrêtés, le premier bourgmestre et les directeurs de services publics furent démis de leurs fonctions. Friedrich Hildebrandt fut nommé Reichsstatthalter de la région, et l'on brûla des livres en public. Schwerin fut choisie comme capitale du Gau de Mecklembourg, région formée par le regroupement des États libres de Mecklembourg-Schwerin et de Mecklembourg-Strelitz. Les nazis organisèrent une fête de la Jeunesse à l'Arsenal de Pfaffenteich, consistant essentiellement à faire défiler 6 000 jeunes volontaires sur la place du Marché ; c'était la première manifestation des journées nationales de la Jeunesse promulguées par le nouveau régime, et l'on vit défiler encore 1 600 membres du mouvement de jeunesse des Jungvolk. En 1935 Schwerin devint le chef-lieu du nouvel arrondissement de Schwerin. On aménagea à la mémoire de Wilhelm Gustloff, militant nazi né à Schwerin et assassiné en 1936, un magnifique parc. Les nouveaux maîtres du pays multiplièrent les projets d'urbanisme visant à bouleverser le paysage urbain pour rendre Schwerin conforme à leur idée d'une capitale régionale fonctionnelle (Gauhauptstadt), c'est-à-dire une plate-forme logistique et un poste de contrôle du trafic : pour cela, la ville devait privilégier les constructions monumentales, il fallait réaménager les terrains du Lambrechtsgrund pour les « fêtes du peuple » afin de pouvoir y accueillir environ 20 000 citoyens, multiplier les casernes, les logements collectifs et les infrastructures, comme l’aérodrome de la Wehrmacht à Schwerin-Görries. On construisit de nouveaux édifices publics, comme cette Festhalle construite en 1934 au Nord de la ville et pouvant accueillir des milliers de personnes (depuis 1945, elle a été utilisée par plusieurs usines de constructions mécaniques) ou l'École des cadres régionaux (Gauführerschule), construite en 1935 dans l'actuelle Schlossgartenallee. Les nazis projetaient le tracé d'un boulevard de 30 m de large reliant la rue de Wismarschen Straße au centre-ville pour les défilés et les parades militaires. Plusieurs de ces projets durent être abandonnés dès le début du conflit faute de crédits. Mais on avait programmé depuis des années des constructions de logement, et c'est ainsi que dans les quartiers de Lankow et de Neumühle on peut encore voir des immeubles typiques de l'architecture nazie.
Au mois d'avril 1938, la communauté juive de Schwerin comptait encore 49 membres. Au cours de la Nuit de Cristal, les nazis détruisirent la Synagogue de la Place du Marché aux viandes. Les réactions des habitants de Schwerin à l'idéologie nazie et à la dictature allaient de la satisfaction à la loi du silence. Comme ailleurs en Allemagne il n'y eut pratiquement pas de résistance. C'est au cours des mois de juillet et de novembre 1942 que les derniers juifs de Schwerin furent déportés en camp de concentration.

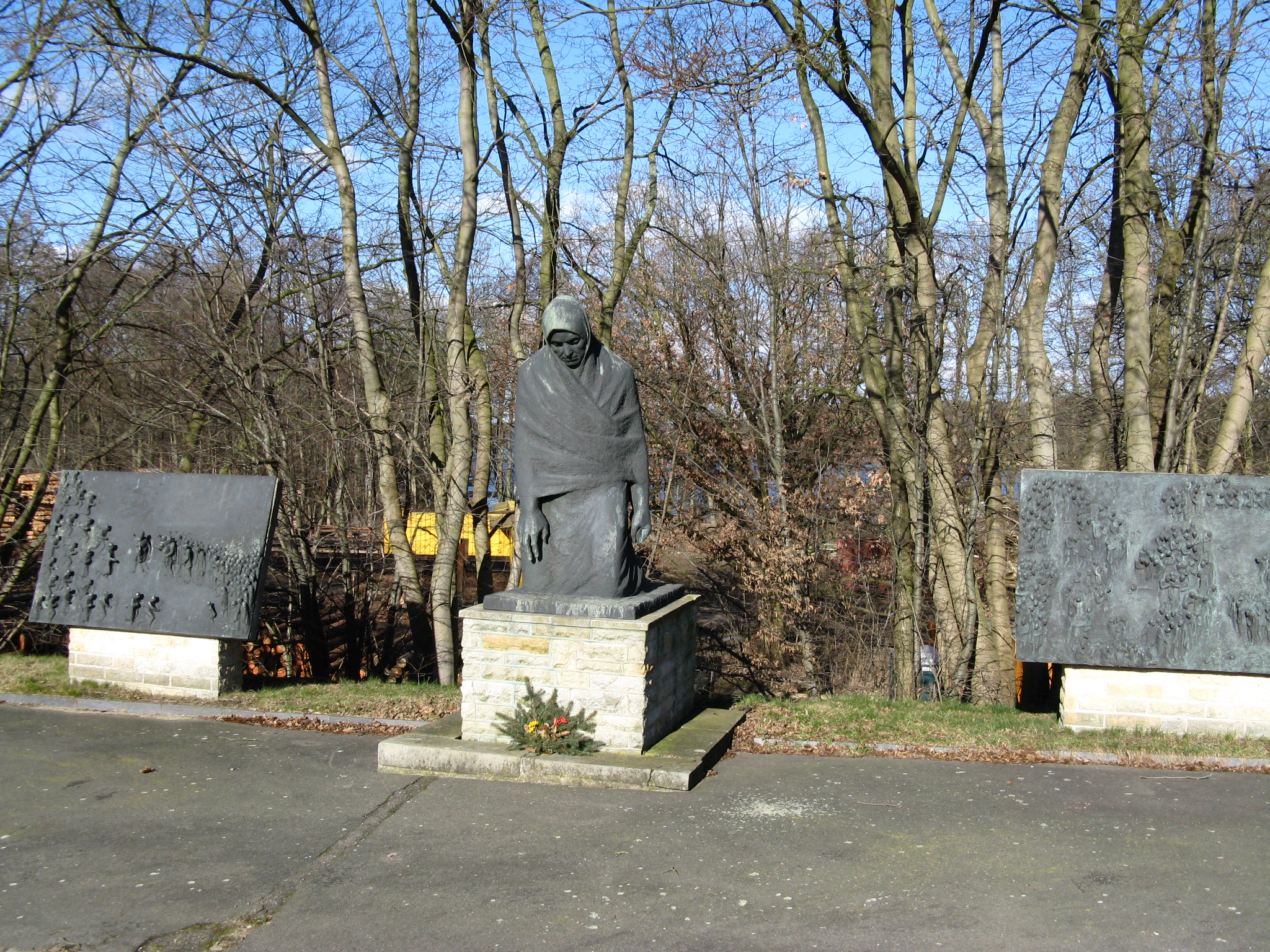
Mémorial des victimes de la « marche à la mort » au sud-est de Schwerin à Raben Steinfeld.

Dès le début de la Seconde Guerre mondiale, en octobre 1939, les nazis ouvrirent le Stammlager II E, destiné aux prisonnier de guerre forcés de travailler pour l'industrie d'armement et l'agro-alimentaire. Les détenus étaient gardés dans des baraquements dont le plus gros se trouvait à Stern Buchholz. Les prisonniers soviétiques souffraient de malnutrition et furent affectés à des travaux dangereux sur le chantier de l’aérodrome de Görries et celui du champ de manœuvre de la Wehrmacht à Stern-Buchholz. Compte tenu des conditions de travail inhumaines, il y eut de nombreuses victimes.
Schwerin connut quatre bombardements : le premier fut un raid britannique opéré dans la nuit du 20 au 21 juillet 1940 qui détruisit principalement des maisons de la rue Saint-Severin, faisant sept victimes. Les bombardements américains des 4 et 25 août 1944 visaient l'aérodrome de Görries, et détruisirent 81 maisons des villages alentour. La dernière attaque aérienne, celle du 7 avril 1945, fut la plus meurtrière : elle frappa des immeubles de Feldstadt, tuant 217 civils, détruisant entièrement 40 maisons du quartier de Schlachthof et en endommageant 29. La gare routière de Schwerin, dans la Wallstraße, perdit la plupart de ses bus. Contrairement aux autres grandes villes d'Allemagne du Nord, Schwerin sortit de la guerre relativement épargnée (dégâts limités à 3 % de la superficie), car elle n'abritait aucune industrie stratégique.
La « marche de la mort » des déportés du camp de Sachsenhausen se termina devant Schwerin : seuls 18 000 détenus y survécurent. L'armée américaine s'empara de la ville le 2 mai 1945 sans aucun combat et le 1er juin 1945 délégua aux Britanniques l'occupation de la ville pour une durée d’un mois. Conformément aux accords passés entre les Alliés sur la partition de l'Allemagne le 12 septembre puis le 14 novembre 1944, la ville fut remise à l’Armée rouge.

### Une ville de RDA

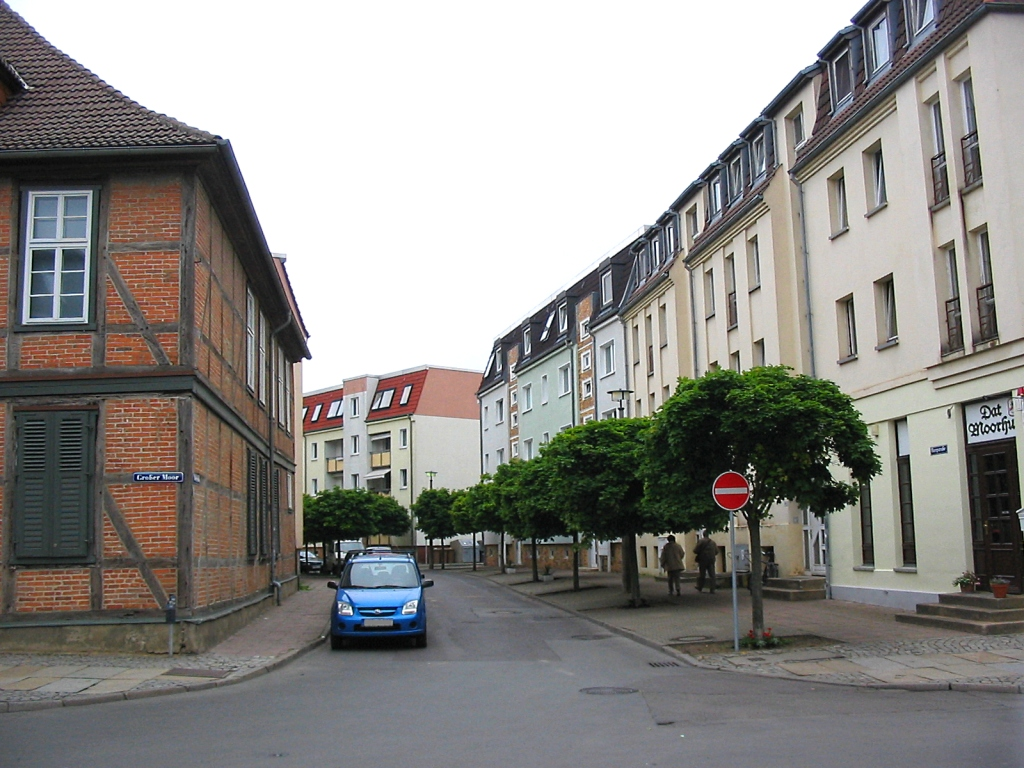
Trois strates architecturales se superposent dans le quartier du Grosser Moor.

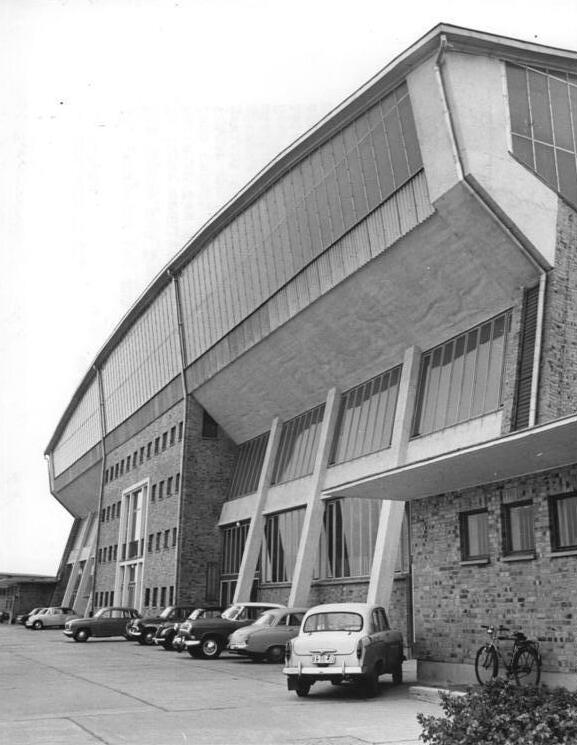
Le hall omnisports et le Palais des Congrès (septembre 1964).

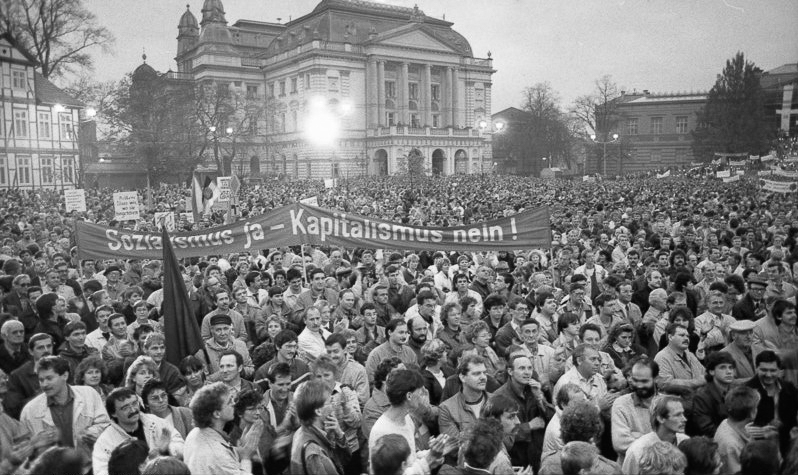
Manifestation dans l’Alten Garten en octobre 1989.

Schwerin devint la capitale de l'État de Mecklenbourg-Poméranie occidentale, formé en 1947 par les autorités soviétiques à partir de l'ex-Gau du Mecklembourg. De 1945 à 1949, la ville demeura sous occupation soviétique. Depuis 1939, l'afflux de réfugiés depuis la Poméranie orientale, la Prusse et la Silésie avait fait passer sa population de 64 000 à 88 000 habitants environ, provoquant une crise immobilière sans précédent. La situation s'aggrava encore lorsque l'État-Major russe décida, le 12 juillet 1945, l'évacuation des Jardins du Château, entre la Cecilienallee et le lac de Faulem See, poussant les autorités régionales à réclamer de nouveaux terrains pour les logements. Baraques en planches, abris creusés à même le sol et préfabriqués couvraient la ville. Et si à partir de 1948, l'exode des Allemands vers les Secteurs Ouest améliora quelque peu la situation, le logement demeurait le souci no 1. Ce n'est qu'en 1949 que l'on inaugura les trois premières barres d'immeuble, celles du Schwälkenberg. Quant au coûteux aérodrome de Görries, il servit de 1954 à 1970 d'aire de stockage.
La police politique soviétique, la NKVD, avait établi son quartier-général sur la Demmlerplatz. Plusieurs personnes interpellées à travers tout le Mecklembourg y subirent des interrogatoires, et furent condamnées par les tribunaux militaires à des peines extrêmement sévères. Ce poste de police sera repris par la Stasi en 1954.
L'opposition se mobilisa très tôt contre le monopole et la dictature du SED : quatre membres de la Junge Gemeinde luthérienne furent exclus en 1953 du lycée Goethe pour avoir manifesté contre le régime. Les insurrections du 17 juin 1953 mobilisèrent à Schwerin les ouvriers de Bau-Union, des usines Abus et de la fabrique de cigarettes, mais les grévistes n'obtinrent pas satisfaction.
Avec la fédération, en 1952, des zones d'occupation soviétiques en un nouvel état, la RDA, Schwerin, qui comptait désormais 96 625 habitants, devint chef-lieu du District de Schwerin et siège de l'arrondissement rural de Schwerin-Région. La ville elle-même ne dépendait pas de cet arrondissement, étant une ville-arrondissement.
En matière de politique du logement, on privilégiait à l'époque de la RDA la construction de barres d'immeuble. C'est ainsi que de 1955 à 1974 le quartier de Weststadt s'agrandit, et entre 1962 et 1972, des bâtiments préfabriqués sont érigés à Lankow. L'arrivée de nouvelles industries à Schwerin-Sud en 1972 s'accompagna d'un besoin accru de main d'œuvre et à une explosion démographique. Le quartier de Großer Dreesch, au sud, qui allait devenir le plus peuplé par la suite, commença en 1971.
Le patrimoine immobilier de l'Altstadt se délabrait à vue d’œil. Depuis la fin des années 1960, les autorités envisageaient de raser tout le vieux centre-ville pour n'en conserver que quelques édifices historiques d'intérêt patrimonial particulier, et les remplacer par des barres d'immeuble ; mais la pénurie de moyens retarda considérablement ces vues. Ce n'est qu'en 1978 qu'on commença à raser les édifices les plus vétustes du quartier de Großen Moor en remblayant les ruines dans le lac de Burgsee pour faire place nette à de nouveaux immeubles de logement collectif. La préservation des boulevards historiques, le replâtrage de quelques façades anciennes et le faîtage des vieilles toitures égayait quelque peu la ligne sévère des barres d'immeuble.
Le mot d'ordre des autorités, à partir des années 1980, fut de garantir à chaque citoyen un logement chauffé, sec et exempt de malfaçons ; objectif qui, au regard des 17 000 logements (sur un total de 44 000) recensés comme insalubres, prenait des allures de gageure. Ce n'est que par une initiative civique rassemblant architectes, conservateurs et photographes, conjuguée à la trésorerie défaillante de l'État au cours des années 1980, que la destruction du quartier historique de Schelfstadt put être évitée. Quelques vieilles maisons à colombages purent mêmes être réparées au cours de cette décennie.
Parmi les infrastructures collectives les plus considérables, on compte le stade de Lambrechtsgrund (1953-1956) et le jardin d'acclimatation (devenu en 1974 le zoo de Schwerin), le hall omnisports et le palais des congrès (1959-1962), la tour de la télévision et son café (1964), et enfin le musée du District (Bezirksmuseum) et l’écomusée de Schwerin-Muesz (1970).
C'est à Schwerin qu'au mois de novembre 1979, les premières manifestations de RDA en faveur de l'Environnement eurent lieu, notamment à l'initiative de Jörn Mothes.
Le 12 décembre 1986, un Tupolev Tu-134 parti de Minsk s'écrasa au sol peu avant son atterrissage à Berlin-Schönefeld. Les 72 passagers, dont 20 écoliers d'une classe de CE1 de Schwerin, y trouvèrent la mort.
Le 23 octobre 1989 eurent lieu les premières Manifestations du lundi à Schwerin, rassemblant jusqu'à 40 000 manifestants autour de la cathédrale et dans le parc d'Alten.

### Depuis la Réunification

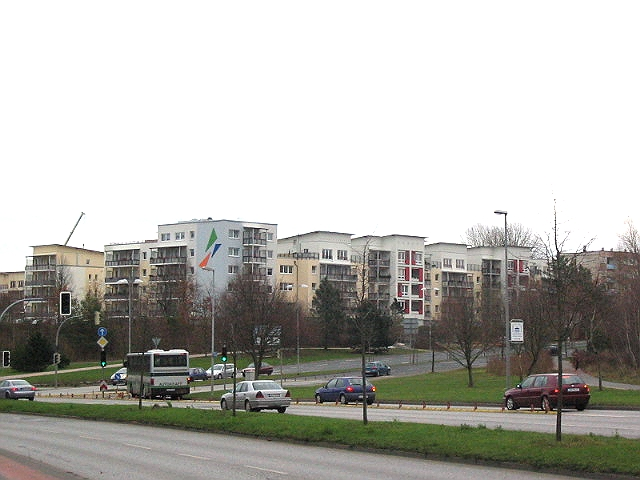
Nouvelles barres d'immeubles du quartier de Groszer Dreesch, construites dans le cadre du plan quinquennal Stadtumbau Ost.

Lors de la réunification, Schwerin fut choisie comme capitale de l'État du Mecklembourg-Poméranie-Occidentale malgré la concurrence de Rostock, un moment pressentie. Les critères qui ont le plus pesé auront été le poids historique de Schwerin (palais des ducs et siège du parlement régional entre 1948 et 1952), et sa superbe architecture, propre à recevoir des administrations prestigieuses. En outre, Rostock pouvait se passer du statut de capitale pour conforter sa position économique et scientifique déjà considérable. Plusieurs personnalités ont milité pour le choix de Schwerin comme capitale, comme la fleuriste Bertha Klingberg, qui a recueilli pour l'occasion une pétition de 17 000 signatures.
Les derniers régiments soviétiques ont évacué la ville en 1993. La réforme administrative de 1994 a confirmé Schwerin comme ville-arrondissement, et l'arrondissement rural de l'époque de la RDA a été dissous. La réforme régionale de 2011 a reconduit ces dispositions, malgré un projet de regroupement de Schwerin au sein d'un « arrondissement du Mecklembourg occidental » (Kreis Westmecklenburg), qu'une décision du tribunal constitutionnel régional a finalement rejeté. Depuis 1991, le château et les maisons historiques du quartier de Schelfstadt, du centre-ville, de Feldstadt et enfin (depuis 2004) de Paulsstadt ont été entièrement réhabilités dans le cadre de l'aménagement urbain. Un nouveau lotissement a été créé à Friedrichsthal en 1994 afin de mettre un terme à l'exode des habitants. Schwerin a obtenu la médaille d'or au titre des Journées Fédérales du Patrimoines en 1992–1994. Outre le commerce, les autorités cherchent à promouvoir la culture : un Festival du Film de Schwerin est organisé régulièrement depuis 1991 ; le festival en plein-air a été inauguré en 1993. Toutefois la ville souffre du manque d'entreprises, et la situation du marché du travail demeure précaire.
En 2007, à l'initiative de la présidence du Bundesrat de Mecklembourg-Poméranie-Occidentale, une pièce commémorative de 2 euros frappée à l'effigie du château de Schwerin a fait l’objet d'une émission de 30 millions d'euros. Schwerin a organisé le concours horticole fédéral de 2009, et a accueilli à cette occasion 1,86 million de visiteurs. Les préparatifs, notamment dans les jardins du château et le long du lac de Burgsee, avaient commencé dès 2006.

## Lieux et monuments

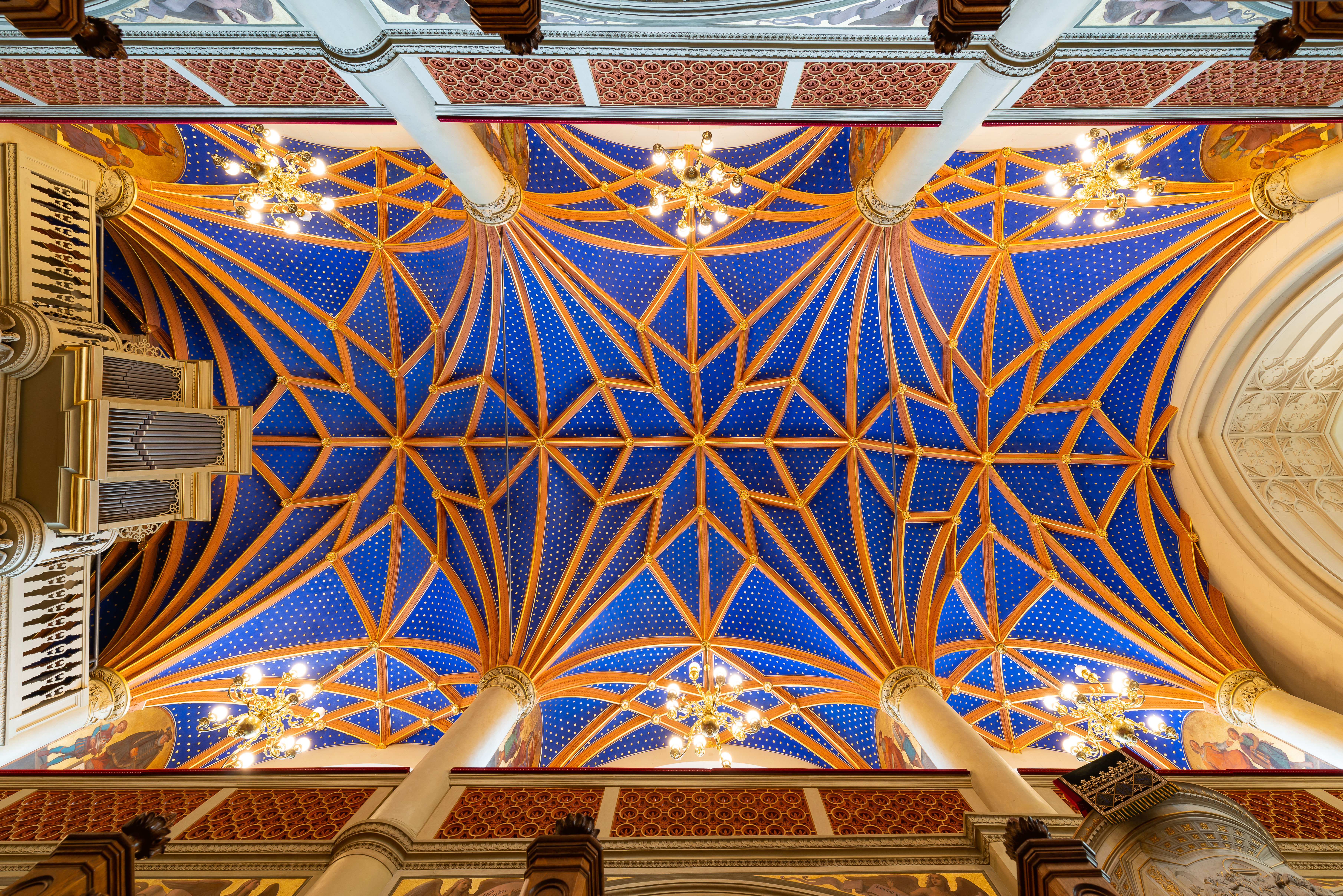
À l'intérieur de la schlosskirche de Schwerin. Octobre 2021.

- cathédrale de Schwerin datant du XIIe siècle.
- château de Schwerin sur une île en bordure du lac.
- Staatliches Museum Schwerin, musée d'art fondé par le grand-duc Frédéric-François II en 1882.
- tour de télévision, au centre du quartier de Neu Zippendorf, à l'architecture typique de l'Allemagne de l'Est.

## Économie
La plus grande installation européenne de stockage d'électricité par batteries est en service à Schwerin depuis septembre 2014. D'une capacité de 5 MWh, elle appartient au fournisseur d'électricité WEMAG.

## Transports
La ville possède un réseau de tramway, composé de quatre lignes.

## Personnalités nées à Schwerin
- Johann August von Starck (1741-1816), théologien protestant
- Léopold de Pritzbuer, (1824-1889) vice-amiral français
- August Kundt (1839-1894), physicien
- Frédéric-François Ier de Mecklembourg-Schwerin (1756-1837)
- Adolphe-Frédéric de Mecklembourg (1873-1969)
- Gudrun Zapf von Hesse, calligraphe et créatrice de caractères (1918)
- Andrea Pollack (1961-), nageuse est-allemande
- Detlef Kübeck (1956-), athlète est-allemand
- Le comte Wilhelm von Schwerin, tombé à Plancenoit lors des combats du 18 juin 1815
- Oliver Riedel (1971-), bassiste du groupe Rammstein, né à Schwerin
- Franziska Ellmenreich (1847-1931), comédienne
- Stefan Schröder (1981-), handballeur international allemand

## Jumelage
La ville de Schwerin est jumelée avec :
- Odense (Danemark) depuis novembre 1995 ;
- Piła (Pologne) depuis le 24 mai 1996 ;
- Reggio d'Émilie (Italie) depuis le 14 avril 1966 ;
- Tallinn (Estonie) depuis le 11 aout 1993 ;
- Vaasa (Finlande) depuis 1965 ;
- Växjö (Suède) depuis le 5 décembre 1999 ;
- Wuppertal (Allemagne) depuis le 9 février 1987.

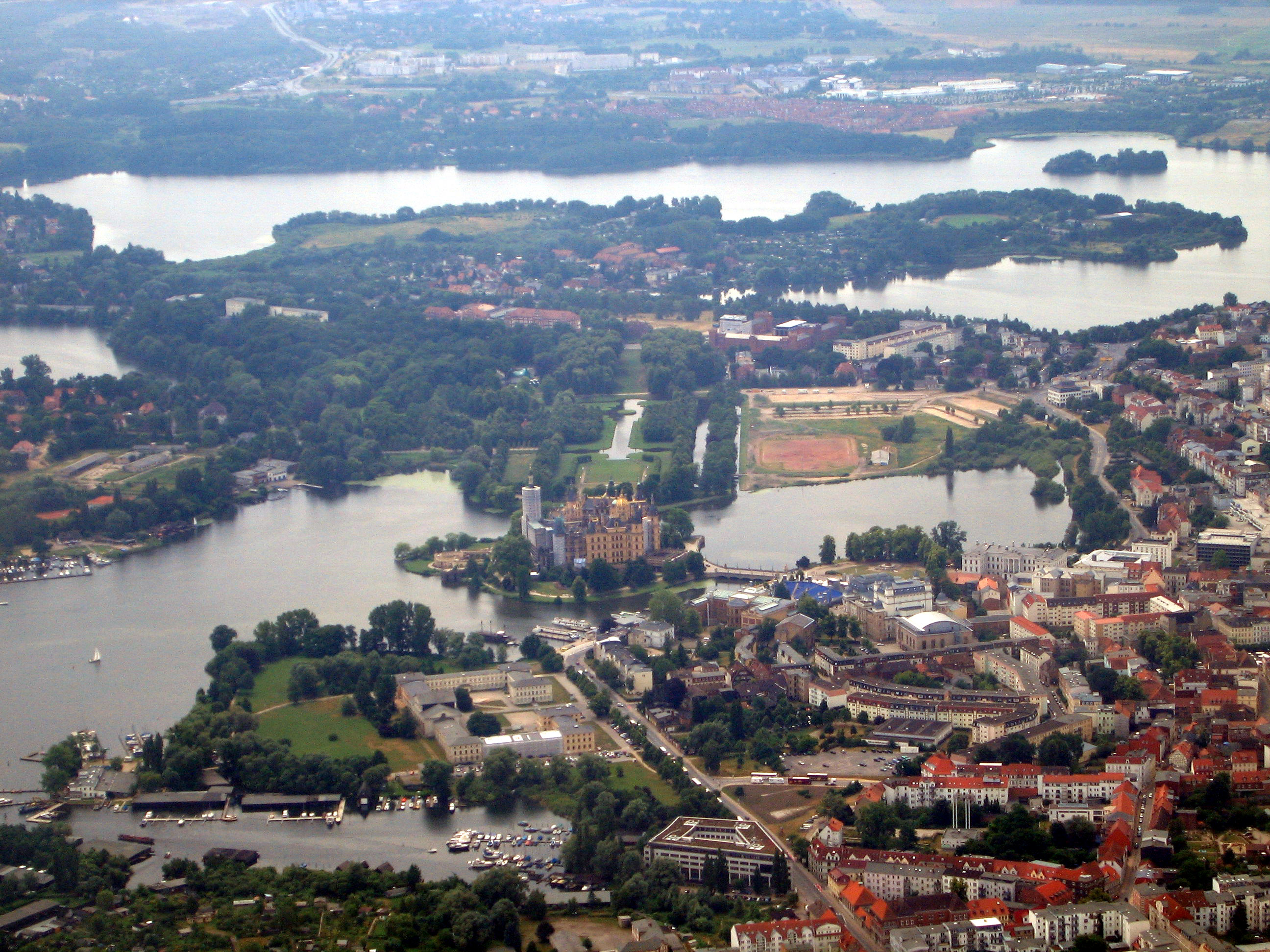
Vue aérienne de Schwerin.
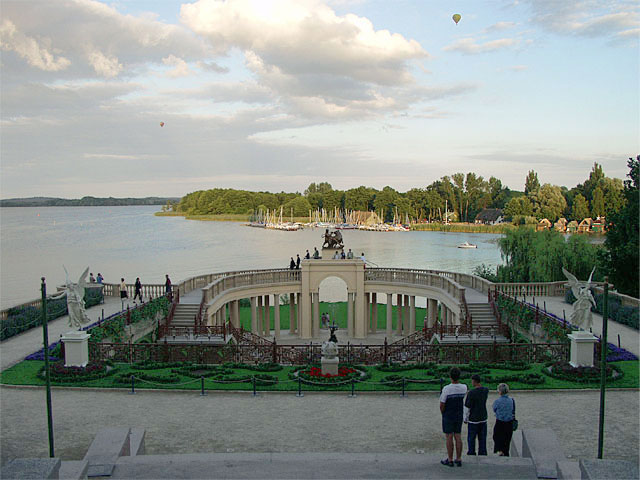
Orangerie, lac de Schwerin.
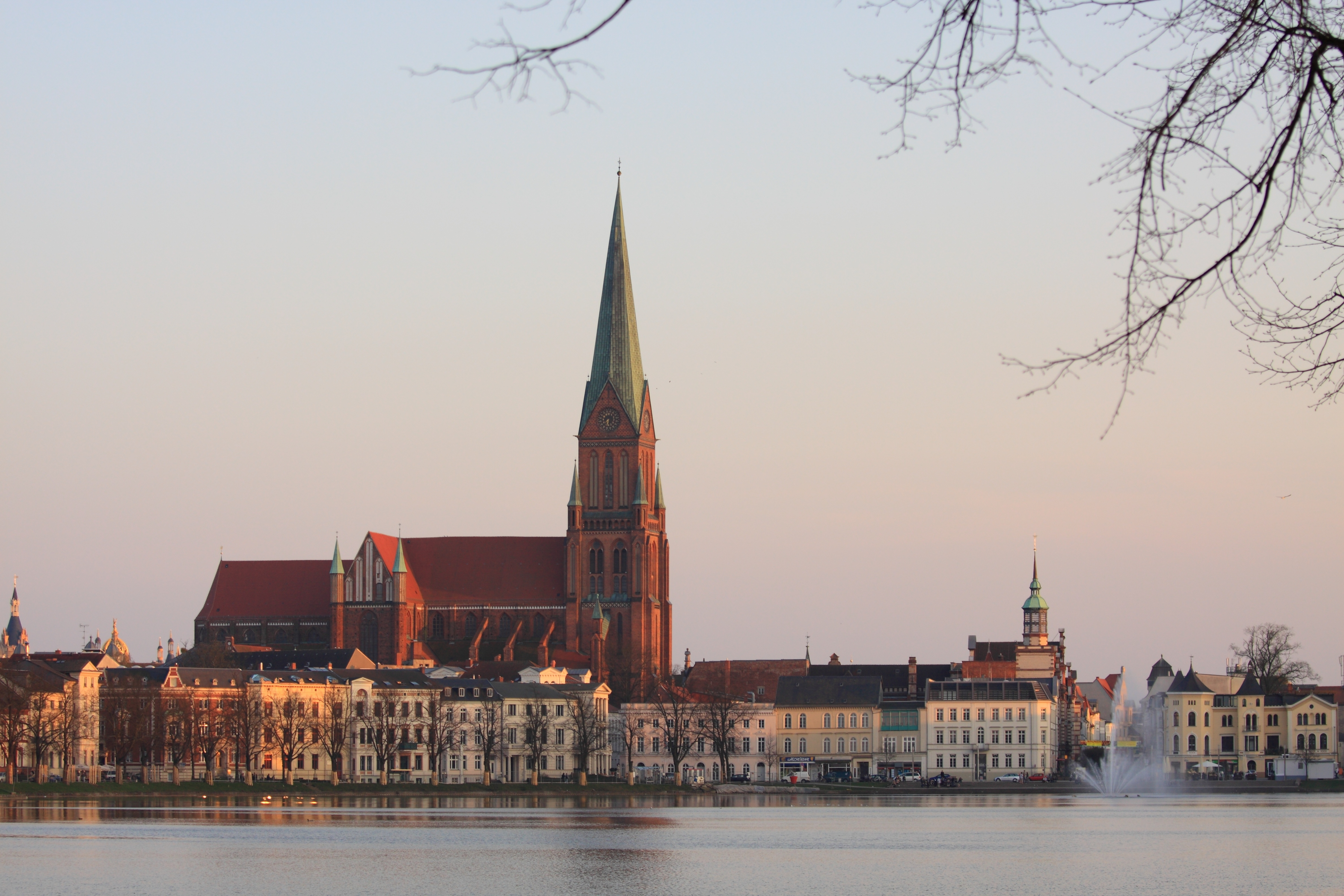
Vue de la cathédrale de Schwerin (Schweriner Dom).